# Lame Kareco
Lame Dhimiter Kareco (ur. 17 kwietnia 1866 w Gjirokastrze, zm. 1953 w więzieniu w Tiranie) – albański polityk i ekonomista, minister finansów w latach 1931–1932.

## Życiorys
Po ukończeniu szkoły średniej na Korfu podjął studia z zakresu finansów na uniwersytecie francuskim w Aleksandrii. W latach 1920–1926 kierował finansami rady miejskiej Gjirokastry. W 1926 objął stanowisko dyrektora generalnego w ministerstwie finansów. W latach 1930–1931 kierował komisją kontrolną w ministerstwie. W kwietniu objął kierownictwo resortu finansów w gabinecie Pandeli Evangjeliego. W latach 1931–1939 był deputowanym do parlamentu, reprezentując prefekturę Gjirokastry.
Po przejęciu władzy przez komunistów został uwięziony, 21 marca 1951 Trybunał Ludowy w Tiranie skazał go na 7 lat więzienia. Zmarł w więzieniu w Tiranie w czasie odbywania kary. W 1946 cała jego rodzina została wywłaszczona i zmuszona do opuszczenia Tirany.
Był żonaty (żona Marianthi), miał troje dzieci (Dafina, Aleko, Alqi).